# Archisotoma arariboia
Archisotoma arariboia is een springstaartensoort uit de familie van de Isotomidae. De wetenschappelijke naam van de soort is voor het eerst geldig gepubliceerd in 2014 door Neves & Mendonça.